# Річард Кінгсон
Річард Пол Френк Кінгсон (англ. Richard Paul Franck Kingson; нар. 13 червня 1978, Аккра, Гана) — футболіст, воротар збірної Гани і клубу «Аккра Грейт Олімпікс», брат футболіста Ларії Кінгстона.
У національній збірній Річард Кінгсон виступає з 1996 року, за цей час він провів 75 ігор і забив 1 гол. Був у складі збірної Гани на двох чемпіонатах світу, двох Олімпіадах і двох Кубках африканських націй.

## Досягнення
Гана
- Кубок африканських націй Срібна медаль: 2010
- Кубок африканських націй Бронзова медаль: 2008
- Чемпіонат світу з футболу востаннє 16: 2006

## Особисте життя
Кінгсон є братом Ларії Кінгстона, який також є членом збірної Гани з футболу.  Він натуралізований Туреччиною і його турецьке ім'я Фарук Гюрсой.